# Helga Gießelmann

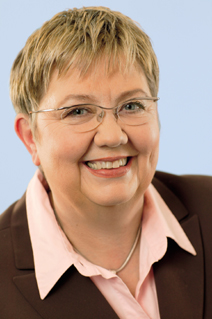
Helga Gießelmann

Helga Gießelmann (* 11. Oktober 1949 in Isingdorf-Arrode, heute zu Werther (Westf.)) ist eine deutsche Politikerin (SPD).
Sie ist verheiratet und hat drei Kinder.
Helga Gießelmann war zusammen mit ihrem späteren Ehemann maßgeblich an den 1968-Protesten in Bielefeld beteiligt.
Helga Gießelmann ist seit 1970 Mitglied der SPD.
Aufnahme eines Studiums an der Hochschule für Wirtschaft und Politik (HWP) im Jahr 1974 in den Fächern Volkswirtschaftslehre, Betriebswirtschaftslehre, Rechtswissenschaften und Soziologie. 1977 Aufnahme des Studiums der Soziologie an der Universität Bielefeld.
1985 wurde sie die erste Gleichstellungsbeauftragte der Stadt Herford.
Sie gehörte dem Landtag Nordrhein-Westfalen vom 31. Mai 1990 bis 2010 an. Bei der Landtagswahl in Nordrhein-Westfalen 2005 unterlag sie Rainer Lux (CDU) im Landtagswahlkreis Bielefeld II, konnte aber über die Landesliste ins Parlament einziehen. Zur Landtagswahl in Nordrhein-Westfalen 2010 trat sie nicht erneut an.